# Pfarrhaus Zell (Riedlingen)

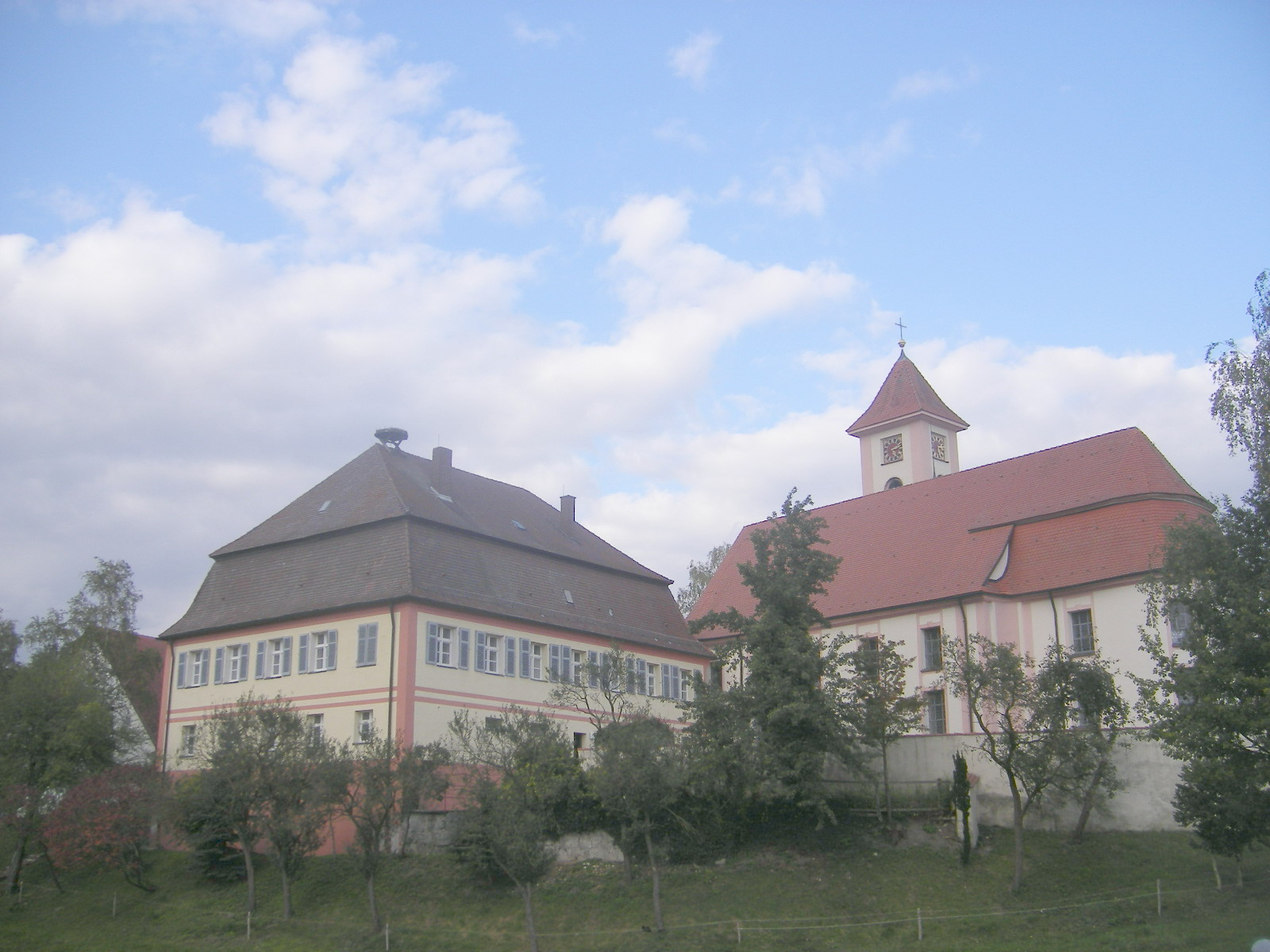
Kirche St. Gallus und Pfarrhaus

Das katholische Pfarrhaus in Zell, einem Stadtteil von Riedlingen im Landkreis Biberach in Baden-Württemberg, wurde 1781 errichtet. Das Pfarrhaus, weithin sichtbar neben der Kirche St. Gallus stehend, ist ein geschütztes Kulturdenkmal.
Das große, zweigeschossige Pfarrhaus mit Mansardwalmdach diente den Äbten des Klosters Zwiefalten als Sommersitz.